# Bermejo (Bolivia)
Bermejo è un comune (municipio in spagnolo) della Bolivia nella provincia di Aniceto Arce (dipartimento di Tarija) con 39.736 abitanti (dato 2010). È un importante valico frontaliero lungo la frontiera tra l'Argentina e la Bolivia.

## Geografia
Bermejo, situato ai piedi della cordigliera andina, sorge sulla sponda sinistra del fiume omonimo, che qui segna il confine tra la Bolivia e l'Argentina. Sulla riva opposta del Bermejo sorge il villaggio argentino di Aguas Blancas.

## Storia
La data di fondazione ufficiale della città è il 24 agosto 1922, quando la zona iniziò ad essere esplorata per ricerca di idrocarburi.

## Cantoni
Il comune è suddiviso in 4 cantoni:
- Arrozales
- Bermejo
- Candaditos
- Porcelana